# Molorchus asperanus
Molorchus asperanus är en skalbaggsart som beskrevs av Holzschuh 1989. Molorchus asperanus ingår i släktet Molorchus och familjen långhorningar.
Artens utbredningsområde är Pakistan. Inga underarter finns listade i Catalogue of Life.